# Чемпионат мира по фехтованию 1992
Чемпионат мира по фехтованию в 1992 году прошёл с 10 по 12 июля в Гаване (Куба). В связи с тем, что в этом же году проходили Олимпийские игры в Барселоне, состязания проводились лишь по не входившим в олимпийскую программу личному и командному первенству на шпагах среди женщин.

## Общий медальный зачёт
| Место | Страна               | Золото | Серебро | Бронза | Всего |
| ----- | -------------------- | ------ | ------- | ------ | ----- |
| 1     | Венгрия              | 2      | 0       | 0      | 2     |
| 2     | Франция              | 0      | 1       | 0      | 1     |
| 2     | Германия             | 0      | 1       | 0      | 1     |
| 4     | Объединённая команда | 0      | 0       | 1      | 1     |
| 4     | Нидерланды           | 0      | 0       | 1      | 1     |
| 4     | Италия               | 0      | 0       | 1      | 1     |

## Медалисты

### Женщины
| Дисциплина                 | Золото                                                               | Серебро                                                                              | Бронза                                                               |
| -------------------------- | -------------------------------------------------------------------- | ------------------------------------------------------------------------------------ | -------------------------------------------------------------------- |
| Шпага Личное первенство    | Мариан Хорват                                                        | Софи Морессе                                                                         | Пернетте Осинга Мария Мазина                                         |
| Шпага Командное первенство | Венгрия · Тимеа Надь · Марина Варконьи · Мариан Хорват · Жужанна Сёч | Германия · Ренате Рибанд-Каспар · Дагмар Опхардт · Имке Дуплитцер · Эва-Мария Иттнер | Италия · Саба Амендолара · Коринна Панцери · Элиза Уга · Лаура Кьеза |